# Smolnik (województwo dolnośląskie)
Smolnik (niem. Schadewalde) – wieś w Polsce położona w województwie dolnośląskim, w powiecie lubańskim, w gminie Leśna.

## Położenie
Smolnik to wieś o długości około 1,7 km, leżąca na Pogórzu Izerskim, na lewym brzegu Kwisy, na wysokości około 225–240 m n.p.m.

## Podział administracyjny
W latach 1975–1998 miejscowość położona była w województwie jeleniogórskim.

## Oświata
W Smolniku znajduje się Szkoła Podstawowa im. Jana Pawła II oraz Zespół Placówek Resocjalizacyjnych.

## Zabytki
We wsi znajduje się m.in. zabytkowe mauzoleum rodziny Woller z 1881 roku.

## Znane osoby związane ze Smolnikiem
- Christoph Nathe – niemiecki malarz, rysownik i miedziorytnik[1].